# جيمي كينغ (كاتب)
جيمي كينغ (بالإنجليزية: Jamie King)‏ هو كاتب ومخرج أمريكي، ولد في 16 يوليو 1980 في نيويورك في الولايات المتحدة.

## وصلات خارجية
- الموقع الرسمي
- جيمي كينغ على موقع IMDb (الإنجليزية)
- جيمي كينغ على موقع قاعدة بيانات الفيلم (الإنجليزية)